# 림부르크안데어란

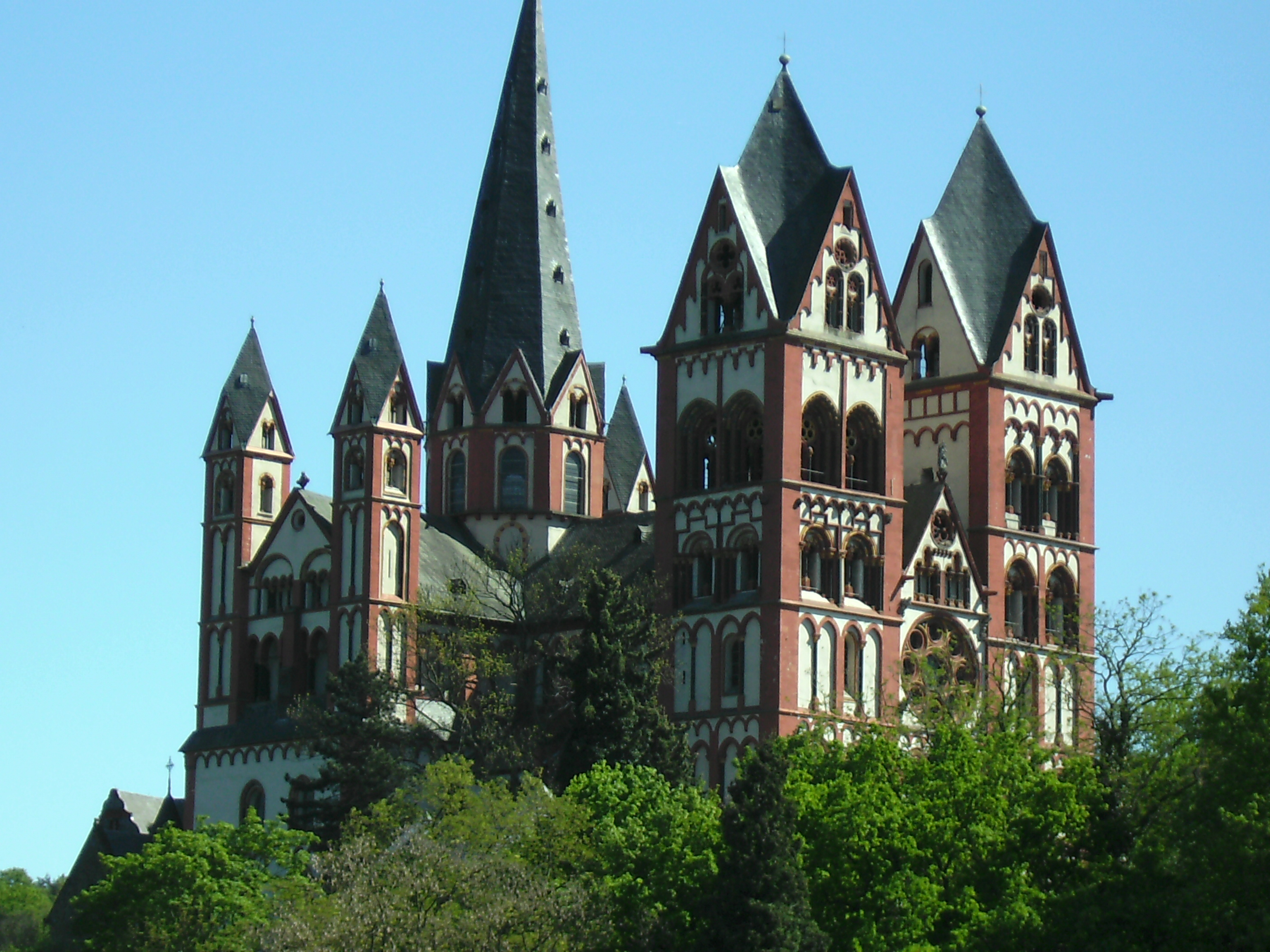
림부르크 대성당

림부르크안데어란(독일어: Limburg an der Lahn)은 독일 중부 헤센주에 있는 도시이다. 인구 33,832(2006).
라인강의 지류 란강 연안에 위치한다. 서부는 라인란트팔츠주에 속한다. 기센 서남쪽 60km 지점에 있다. 비스바덴이 남쪽에, 프랑크푸르트암마인이 동남쪽에, 코블렌츠가 서북쪽에 있다. 작은 도시지만, 독일에서 유서깊은 도시로 알려져 있다. 800년 경 성벽이 생겼고, 910년 문헌에 처음 언급되었다. 12세기에 란강을 건너는 다리가 생기면서 교역의 중심지가 되었고, 13세기에 성벽이 다시 구축되어 현재까지 남아있다. 12세기 말부터 건립된 대성당이 유명한데, 후기 로마네스크 양식으로 되어 있다. 림부르크 대성당의 모습은 옛 독일 마르크 지폐 뒷면의 배경으로도 사용되었다.

## 자매 도시
- 프랑스 생트푸아레리옹
- 벨기에 아우덴뷔르흐
- 영국 리치필드